# Sirionó

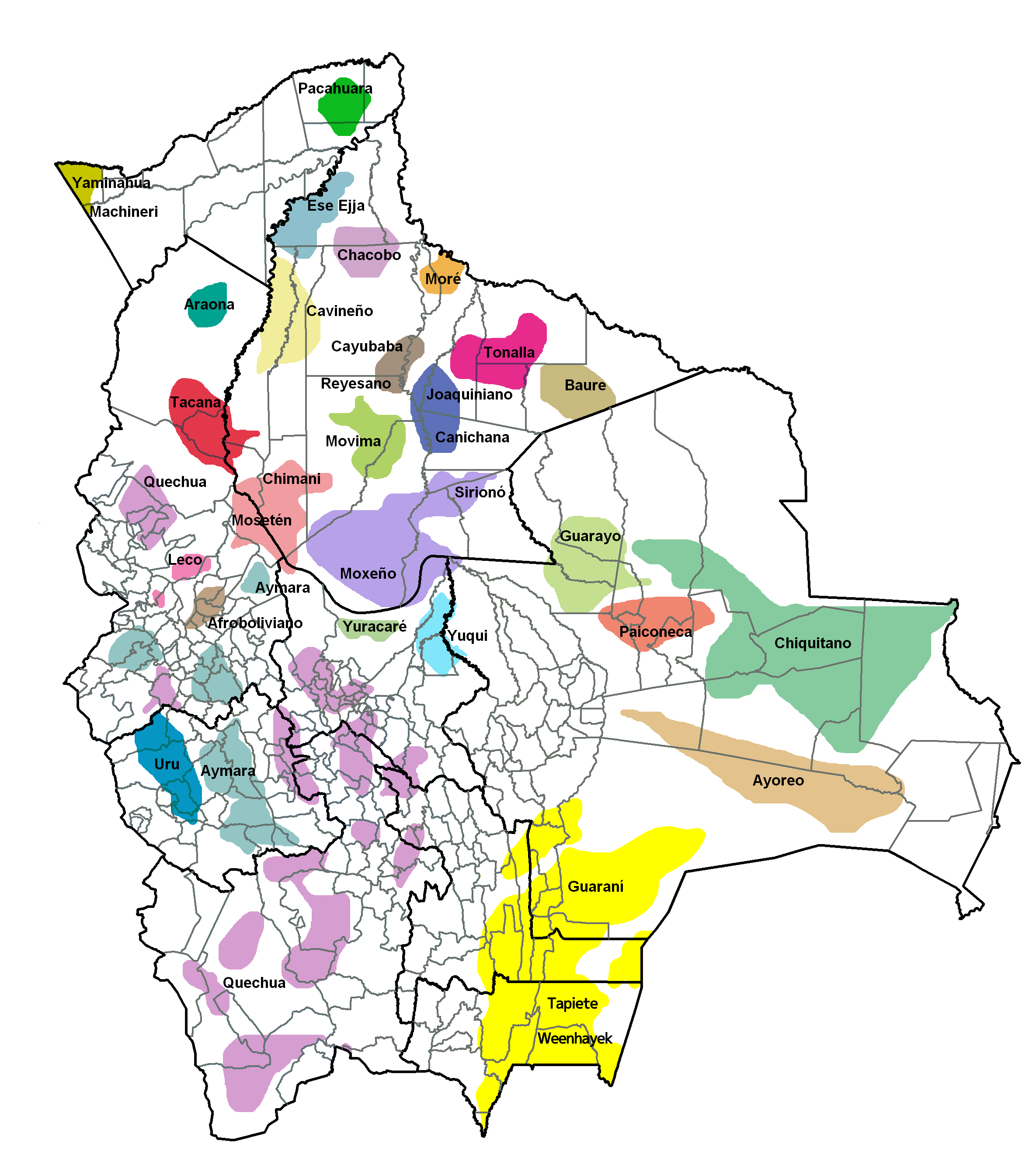
Pobles originaris de Bolívia.

El sirionó (també conegut com mbia chee i mbya) és una llengua tupí-guaraní (subgrup II) parlada pel poble sirionó, uns quants centenars de persones en els departaments de Beni i Santa Cruz, a l'est de Bolívia. La llengua es parla al poble d'Ibiato (Eviato) i al llarg del riu Blanco en diverses granges i nuclis rurals.
Des de la promulgació del decret suprem núm. 25894 l'11 de setembre de 2000, el sirionó és una de les llengües indígenes oficials de Bolívia. Va ser inclòs en la Constitució Política promulgada el 7 de febrer de 2009.

## Situació actual
Segons les dades proporcionades per Crevels i Muysken (2009:15) i Crevels (2012:171), el sirionó compta amb 187 parlants (majors de quatre anys) i, per tant, és una llengua en perill d'extinció. Com assenyala Dahl (2012), l'espanyol és cada vegada més fort entre els sirionó, i gran part de la generació més jove ja no té un coneixement actiu de la llengua pròpia. Entre 1960 i 1981 va ser organitzada a Ibiato un crus d'educació bilingüe en sirionó i espanyol per part dels representants de l'Institut Lingüístic d'Estiu (ILV), la qual cosa va donar lloc a la capacitació de parlants nadius com a professors. Des de 1982, l'escola d'Ibiato ha estat monolingüe en espanyol, tot i que el sirionó encara s'ensenya com a matèria durant els tres primers anys escolars. Com indica Dahl (2012), quan els professors de sirionó actuals es jubilin, serà molt difícil trobar qui els substitueixi.

## Classificació
El sirionó pertany a la branca tupí-guaraní de les llengües tupí. Segons Rodrigues (1984-1985) i Jensen (1999), el sirionó pertany al "Subgrup 2 - Bolívia" juntament amb el guarayo i el jorà ja extint. Com indica Dahl (2012), en alguns treballs es considera el yuki i el sirionó com a dialectes d'una mateixa llengua. No obstant això, una comparació del sirionó amb el yuki realitzada per Villafañe (2004) mostra que tot i que el yuki és un parent proper del sirionó, les diferències són prou grans per ser tractades com a llengües separades.